# 一般教育修了上級レベル

A-Level ロゴ

一般教育修了上級レベル（General Certificate of Education Advanced Level）、GCE上級レベル、通称Aレベル（A-Level）は、イギリスとその連邦諸国において、中等教育卒業もしくは大学入学レベルにあることを示す学業修了認定である。他のいくつかの国々、たとえばシンガポール、ケニア、モーリシャス、ジンバブエなどでは、英国のAレベルと同じ、または同程度となる学業認定制度がある。大学入学においてはAレベル相当の認定が必要となる。
Aレベル取得は、一般的に2年間のカリキュラムとなり、2パートに分かれ各パートは1年間の過程となる。前半パートはASレベル(AS Level, Advanced Subsidiary Level)、後半パートはA2レベル(A2 Level)と呼ばれる。